# 片冈千之助
片冈千之助（日语：／ Kataoka Sen'nosuke，2000年3月1日—）是日本歌舞伎演员。本名片冈正博。父亲是片冈孝太郎，祖父是第十五代片冈仁左卫门。

## 生平
东京都出身，屋号是松岛屋，2005年11月首次以片冈千之助的名义出演『松荣祝嶋台』的若鳶千吉。
首次出演时才4岁，但却因让人无法察觉到年龄的可爱而人气暴涨。
平成23年（2011年）6月，在新桥演舞场六月大歌舞伎中表演了战后首次与祖父的孙子共演的《连狮子》。在故事中称呼为「opa」(大爸爸)，在《同样的技艺道里生活》(上)的以大前辈的身份，不珍惜和憧憬的眼光对仁左卫门的直诉被若干11岁的小演员听见，并在舞台上扮演小狮子。这前后的情况被静冈朝日电视台紧跟采访摄影，BS朝日实录节目『技艺和素颜紧跟！以片冈仁左卫门的魅力～注视现在～」为题总结了的其中一篇「千之助和仁左卫门」此后播出。

## 外部連結
- 片岡千之助官方網站 （页面存档备份，存于）
- 片岡千之助的X（前Twitter）
- 片岡千之助的Instagram帳戶 （页面存档备份，存于）